# 科羅拉多區
10°11′16″N 85°06′33″W / 10.18778°N 85.10917°W
科羅拉多區（西班牙語：Colorado District），是哥斯達黎加的行政區，位於該國西北部瓜納卡斯特省，由阿班加雷斯縣負責管轄，面積196平方公里，2013年人口4,800人，人口密度每平方公里25人。